# Winifred Jordan
Winifred Sadie „Winnie” Jordan z domu Jeffrey (ur. 15 marca 1920 w Kings Norton, zm. 13 kwietnia 2019) – brytyjska lekkoatletka, sprinterka, dwukrotna wicemistrzyni Europy z 1946.
Startując w reprezentacji Anglii zdobyła srebrny medal na igrzyskach Imperium Brytyjskiego w 1938 w Sydney w sztafecie 220+110+220+110 jardów (w składzie: Dorothy Saunders, Ethel Raby, Kate Stokes i Jeffrey) oraz brązowy medal w sztafecie 110+220+110 jardów (w składzie: Saunders, Stokes i Jeffrey). Awansowała również do półfinału biegu na 100 jardów, w którym nie wystąpiła.
Jako reprezentantka Wielkiej Brytanii zdobyła srebrne medale w biegu na 100 metrów i biegu na 200 metrów na mistrzostwach Europy w 1946 w Oslo (w obu przypadkach przegrała z Jewgieniją Sieczenową ze Związku Radzieckiego), zaś sztafeta 4 × 100 metrów z jej udziałem zajęła w finale 4. miejsce.
Odpadła w półfinale biegu na 100 metrów na igrzyskach olimpijskich w 1948 w Londynie.
Była mistrzynią Wielkiej Brytanii (WAAA) w biegu na 100 metrów w 1937, 1945, 1947 i 1948 oraz wicemistrzynią na tym dystansie w 1947,  mistrzynią w biegu na 200 metrów w 1945 oraz wicemistrzynią w 1946 i 1947, a także mistrzynią na 440 jardów w 1945.
Rekordy życiowe Jordan:
- bieg na 100 jardów – 11,4 s (26 maja 1947, Oksford)
- bieg na 100 metrów – 12,0 s (1 sierpnia 1937, Berlin)
- bieg na 200 metrów – 25,0 s (12 lipca 1947, Londyn)
- bieg na 220 jardów – 25,9 s (26 maja 1947, Oksford)